# Liste der nach der Haager Konvention geschützten Kulturgüter in Österreich
Die Liste der nach der Haager Konvention geschützten Kulturgüter in Österreich führt die nach der Haager Konvention zum Schutz von Kulturgut bei bewaffneten Konflikten in Österreich geschützten Kulturgüter auf.
Die bereits bis Ende 1984 angebrachten und vielfach an Gebäuden noch auffindbaren gut 21.000 Schutzzeichen im Sinn der Haager Konvention nach dem Bundesgesetzblatt Nr. 58 von April 1964 haben mit der Novelle des Denkmalschutzgesetzes von 2000 ihre Gültigkeit und damit Bedeutung verloren. Mit dieser Novelle gab es mit 1. Jänner 2000 erstmals eine innerstaatliche gesetzliche Regelung des Kulturgüterschutzes im Sinne der Haager Konvention. Das Bundesdenkmalamt wurde verpflichtet, bis 31. Dezember 2009 die gemäß der Haager Konvention zu schützenden Objekte nach international gebräuchlichen Kriterien zu erfassen und zu veröffentlichen. Diese Veröffentlichung ist die Basis dieser Liste, Objekte mit noch vorhandenen alten Kennzeichnungen sind für diese Liste daher irrelevant.
Die Liste umfasst 135 Einzelobjekte, Denkmalanlagen und Ensembles. Für die Ensembles erfolgt in der Regel eine kurze, rechtlich nicht relevante Beschreibung des geschützten Gebiets, für Einzelobjekte und Denkmalanlagen wird auf die passenden Artikel verwiesen.
Die Sortierung der Liste erfolgt nach Bundesländern und innerhalb der Bundesländer nach Orten / Gemeinden.
| Foto |                 | Kulturgut                                                                                       | Ort                                    | Beschreibung | Metadaten |
| ---- | --------------- | ----------------------------------------------------------------------------------------------- | -------------------------------------- | --- | --- |
| ja   | Datei hochladen | Denkmalanlage Schloss Deutschkreutz BDA HERIS-ID: 32829 Objekt-ID: 29997                        | Deutschkreutz Standort                 | Das mächtige vierflügelige Renaissanceschloss mit Ecktürmen und kreuzgratgewölbten Arkaden im Hof wurde ab 1625 errichtet. Stuck und Wandmalereien aus der Erbauungszeit sind erhalten. | ObjektID: 29997 Stand der BDA-Liste: 2015-10-01 Name: Schloss Deutschkreutz Schloss Deutschkreutz                                               |
| ja   |                 | Ensemble Eisenstadt BDA                                                                         | Eisenstadt Standort                    | Die mittelalterliche Stadtstruktur ist in weiten Bereichen innerhalb der erhaltenen bzw. in die Verbauung integrierten Stadtmauern bis heute fast unverändert erhalten geblieben. Dies betrifft die drei Straßenzüge Hauptstraße, Joseph-Haydn-Gasse und Pfarrgasse. Das Ortsbild ist von aus dem 16. und 17. Jahrhundert stammenden, traufständigen, zwei- bis dreigeschoßigen Bürgerhäusern mit barocken und historistischen Fassaden geprägt. | Stand der BDA-Liste: Name: Eisenstadt |
| ja   | Datei hochladen | Kalvarienberganlage Oberberg BDA HERIS-ID: 31132 Objekt-ID: 28061                               | Eisenstadt Standort                    | → Hauptartikel : Bergkirche (Eisenstadt) f1 | ObjektID: 28061 Stand der BDA-Liste: 2015-10-01 Name: Kalvarienberganlage Oberberg Haydnkirche, Eisenstadt                                      |
| ja   | Datei hochladen | Denkmalanlage Schloss Esterhazy BDA HERIS-ID: 32848 Objekt-ID: 30045                            | Eisenstadt Standort                    | → Hauptartikel : Schloss Esterházy (Eisenstadt) f1 | ObjektID: 30045 Stand der BDA-Liste: 2015-10-01 Name: Schloss Esterhazy Schloss Esterházy, Eisenstadt                                           |
| ja   | Datei hochladen | Denkmalanlage Burg Güssing BDA HERIS-ID: 31726 Objekt-ID: 28717                                 | Güssing Standort                       | → Hauptartikel : Burg Güssing f1 | ObjektID: 28717 Stand der BDA-Liste: 2015-10-01 Name: Burg Güssing Güssing Castle                                                               |
| ja   | Datei hochladen | Denkmalanlage Burg Forchtenstein BDA HERIS-ID: 23242 Objekt-ID: 19593                           | Forchtenstein Standort                 | → Hauptartikel : Burg Forchtenstein f1 | ObjektID: 19593 Stand der BDA-Liste: 2015-10-01 Name: Burg Forchtenstein Burg Forchtenstein                                                     |
| ja   | Datei hochladen | Denkmalanlage Schloss Halbturn BDA HERIS-ID: 10059 Objekt-ID: 6111                              | Halbturn Standort                      | → Hauptartikel : Schloss Halbturn f1 | ObjektID: 6111 Stand der BDA-Liste: 2015-10-01 Name: Schloss Halbturn Schloss Halbturn                                                          |
| ja   |                 | Ensemble Kellerviertel Heiligenbrunn BDA                                                        | Heiligenbrunn Standort                 | Das Ensemble besteht aus ca. 150 Presshäusern und Weinkellern in mehreren Rieden, die größtenteils aus dem 18. und 19. Jahrhundert stammen. Sie sind mit weiß gekalktem Lehm verputzt und mit Schabtechnik strohgedeckt. Unter dem überhängenden Dach befinden sich typischerweise lehmgestampfte Umgänge, die sogenannten Gredn. Häufig sind auch Schnitzverzierungen an den Holztüren. | Stand der BDA-Liste: 2015-10-01 Name: Kellerviertel Heiligenbrunn Kellerviertel, Heiligenbrunn                                                  |
| ja   | Datei hochladen | Denkmalanlage Burg Lockenhaus BDA HERIS-ID: 33128 Objekt-ID: 30431                              | Lockenhaus Standort                    | → Hauptartikel : Burg Lockenhaus f1 | ObjektID: 30431 Stand der BDA-Liste: 2015-10-01 Name: Burg Lockenhaus Burg Lockenhaus                                                           |
| ja   |                 | Ensemble Mörbisch BDA                                                                           | Mörbisch am See Standort               | Die charakteristische Siedlungsstruktur des Schmalangerdorfes wird wesentlich durch die sogenannten Hofgassen bestimmt. Diese zweigen im rechten Winkel von der Hauptstraße ab und erschließen langgestreckte Weinbauernhäuser, wobei die erhöht über dem Presshaus und dem Keller liegenden Wohnräume über Stiegen zu erreichen sind, denen vereinzelt auch Stiegenlauben vorgelagert sind. Im Anschluss an die Wohngebäude folgen die Ställe und Speicher mit den Gesindekammern, zum „Hintaus“ die Scheunen. | Stand der BDA-Liste: 2015-10-01 Name: Mörbisch Mörbisch am See                                                                                  |
| ja   |                 | Ensemble Purbach BDA                                                                            | Purbach Standort                       | Das Breitangerdorf erhielt 1630 eine dreitorige Befestigungsmauer, die sich vor allem gegen die Kuruzzen Anfang des 18. Jahrhunderts bewährte. An der Westseite ist die Befestigung in eine ortsbildbestimmende Reihe von Scheunen mit Giebeln und mächtigen ziegelgedeckten Satteldächern integriert. | Stand der BDA-Liste: 2015-10-01 Name: Purbach Purbach am Neusiedler See                                                                         |
| ja   | Datei hochladen | Liszthaus und Museum BDA HERIS-ID: 33301 Objekt-ID: 30683                                       | Raiding Standort                       | → Hauptartikel : Franz-Liszt-Geburtshaus f1 | ObjektID: 30683 Stand der BDA-Liste: 2015-10-01 Name: Liszthaus und Museum Birthplace of Franz Liszt                                            |
| ja   |                 | Ensemble Rust BDA                                                                               | Rust Standort                          | Das geschützte Gebiet umfasst den Bereich der Ruster Altstadt innerhalb der Straßenzüge Dr.-Ernst-Franz-Straße, Seezeile, Setzgasse, sowie der Mörbischer Straße. Die reich dekorierten Bürgerhäuser überwiegend aus der Zeit des Barock und der Renaissance bilden eines der am besten erhaltenen Altstadt-Ensembles Österreichs. | Stand der BDA-Liste: 2015-10-01 Name: Rust Rust (Burgenland)                                                                                    |
| ja   |                 | Ensemble Stadtschlaining BDA                                                                    | Stadtschlaining Standort               | Die dreieckige Stadtanlage mit den ehemals zu den drei, in der 2. Hälfte des 19. Jahrhunderts abgebrochenen Toren führenden Straßenzügen hat sich innerhalb des bis zu vier Meter hohen Mauerringes fast unverändert erhalten. Das Ortsbild wird von ein- bis zweigeschoßigen, traufständigen Bürgerhäusern bestimmt und von der Burg und der mächtigen evangelischen Pfarrkirche dominiert. Seit 1980 ist die Burg Sitz des Österreichischen Studienzentrums für Frieden und Konfliktlösung (ÖSFK). | Stand der BDA-Liste: 2015-10-01 Name: Stadtschlaining Stadtschlaining                                                                           |
| ja   | Datei hochladen | Ensemble Stockmühlen BDA Objekt-ID: 108353                                                      | Apriach Standort                       | Die Apriacher Stockmühlen mit flachen, schindelgedeckten Pfettendächern wurden Ende des 18. Jahrhunderts erbaut und bilden eines der letzten Ensembles dieser Art. | ObjektID: 108353 Stand der BDA-Liste: 2015-10-01 Name: Stockmühlen Apriacher Stockmühlen                                                        |
| ja   | Datei hochladen | Denkmalanlage Schloss Frauenstein BDA HERIS-ID: 35488 Objekt-ID: 34252                          | Frauenstein Standort                   | → Hauptartikel : Schloss Frauenstein (Kärnten) f1 | ObjektID: 34252 Stand der BDA-Liste: 2015-10-01 Name: Schloss Frauenstein Schloss Frauenstein, Carinthia                                        |
| ja   |                 | Ensemble Friesach BDA                                                                           | Friesach Standort                      | Die Altstadt in Friesach ist in ihrer Erscheinungsform noch mittelalterlich geprägt und entstand in der bis heute erhaltenen Form im 13. Jahrhundert. | Stand der BDA-Liste: 2015-10-01 Name: Friesach Friesach                                                                                         |
| ja   | Datei hochladen | Denkmalanlage Kath. Filialkirche hl. Georg BDA HERIS-ID: 53731 Objekt-ID: 61754                 | Gerlamoos Standort                     | → Hauptartikel : Filialkirche Gerlamoos f1 | ObjektID: 61754 Stand der BDA-Liste: 2015-10-01 Name: Kath. Filialkirche hl. Georg Filialkirche Gerlamoos                                       |
| ja   |                 | Ensemble Stadtzentrum Gmünd BDA                                                                 | Gmünd in Kärnten Standort              | Das geschützte Gebiet umfasst den Bereich innerhalb der fast vollständig erhaltenen Stadtmauern mit den vier Torbauten. In diesem Bereich liegen die gotische Pfarrkirche und das Neue Schloss aus dem 17. Jahrhundert. Der Stadtplatz, ein aus dem 13. Jahrhundert stammender Straßenplatz, ist von einem geschlossenen Ensemble bemerkenswert gut erhaltener, spätmittelalterlicher bis barocker Häuser umgeben. | Stand der BDA-Liste: 2015-10-01 Name: Stadtzentrum Gmünd Gmünd in Kärnten                                                                       |
| ja   | Datei hochladen | Denkmalanlage Stift Gurk BDA HERIS-ID: 94946 Objekt-ID: 110156                                  | Gurk Standort                          | → Hauptartikel : Stift Gurk f1 | ObjektID: 110156 Stand der BDA-Liste: 2015-10-01 Name: Stift Gurk Gurk monastery                                                                |
| ja   | Datei hochladen | Denkmalanlage Kath. Pfarrkirche hll. Peter und Paul BDA HERIS-ID: 16331 Objekt-ID: 12589        | Karnburg Standort                      | → Hauptartikel : Pfalzkirche Karnburg f1 | ObjektID: 12589 Stand der BDA-Liste: 2015-10-01 Name: Kath. Pfarrkirche hll. Peter und Paul Pfarrkirche St. Peter und Paul zu Karnburg          |
| ja   |                 | Ensemble Alter und Neuer Platz BDA                                                              | Klagenfurt Standort                    | Das geschützte Gebiet umfasst den nördlichen Teil der Klagenfurter Inneren Stadt (mit dem Alten Platz) bis zum Neuen Platz im Süden mit dem Lindwurmbrunnen. | Stand der BDA-Liste: 2015-10-01 Name: Alter und Neuer Platz                                                                                     |
| ja   |                 | Knappensiedlung BDA                                                                             | Knappenberg Standort                   | → Hauptartikel : Barbarasiedlung (Knappenberg) f1 | Stand der BDA-Liste: 2015-10-01 Name: Knappensiedlung Barbarasiedlung, Knappenberg                                                              |
| ja   | Datei hochladen | Archäologische Anlage Magdalensberg BDA HERIS-ID: 111572 Objekt-ID: 129519                      | Magdalensberg Standort                 | → Hauptartikel : Stadt auf dem Magdalensberg f1 | ObjektID: 129519 Stand der BDA-Liste: 2015-10-01 Name: Magdalensberg Stadt auf dem Magdalensberg                                                |
| ja   |                 | Ensemble Radmühlen BDA                                                                          | Maria Luggau Standort                  | Das Mühlen-Ensemble am Trattenbach besteht aus fünf Wassermühlen aus dem 17. und 18. Jahrhundert, die kleine Holzblockbauten auf gemauertem Sockelgeschoß mit gedecktem Satteldach sind – eine Bauweise, die im Lesachtal in früheren Zeiten weit verbreitet war. | Stand der BDA-Liste: 2015-10-01 Name: Radmühlen Luggauer Mühlen                                                                                 |
| ja   | Datei hochladen | Herzogstuhl BDA HERIS-ID: 16624 Objekt-ID: 12890                                                | Maria Saal Standort                    | → Hauptartikel : Herzogstuhl f1 | ObjektID: 12890 Stand der BDA-Liste: 2015-10-01 Name: Herzogstuhl Duke's Chair                                                                  |
| ja   | Datei hochladen | Denkmalanlage Wallfahrtskirche Maria Saal BDA HERIS-ID: 16643 Objekt-ID: 12909                  | Maria Saal Standort                    | → Hauptartikel : Marienkirche (Maria Saal) f1 | ObjektID: 12909 Stand der BDA-Liste: 2015-10-01 Name: Wallfahrtskirche Maria Saal Dom zu Maria Saal                                             |
| ja   |                 | Denkmalanlage Maria Wörth BDA                                                                   | Maria Wörth Standort                   | → Hauptartikel : Kirchenanlage Maria Wörth f1 | Stand der BDA-Liste: 2015-10-01 Name: Maria Wörth                                                                                               |
| ja   | Datei hochladen | ehem. Klosteranlage Stift Millstatt BDA HERIS-ID: 25326 Objekt-ID: 21751                        | Millstatt Standort                     | → Hauptartikel : Stift Millstatt f1 | ObjektID: 21751 Stand der BDA-Liste: 2015-10-01 Name: ehem. Klosteranlage Stift Millstatt Stift Millstatt                                       |
| ja   | Datei hochladen | Denkmalanlage Kath. Pfarrkirche hl. Martin BDA HERIS-ID: 54374 Objekt-ID: 62628                 | Obervellach Standort                   | → Hauptartikel : Pfarrkirche Obervellach f1 | ObjektID: 62628 Stand der BDA-Liste: 2015-10-01 Name: Kath. Pfarrkirche hl. Martin Pfarrkirche Obervellach                                      |
| ja   | Datei hochladen | Denkmalanlage Stift Ossiach BDA HERIS-ID: 82481 Objekt-ID: 96305                                | Ossiach Standort                       | → Hauptartikel : Stift Ossiach f1 | ObjektID: 96305 Stand der BDA-Liste: 2015-10-01 Name: Stift Ossiach Stift Ossiach                                                               |
| ja   | Datei hochladen | Denkmalanlage Burg Hochosterwitz BDA HERIS-ID: 35954 Objekt-ID: 34797                           | Osterwitz Standort                     | → Hauptartikel : Burg Hochosterwitz f1 | ObjektID: 34797 Stand der BDA-Liste: 2015-10-01 Name: Burg Hochosterwitz Burg Hochosterwitz                                                     |
| ja   | Datei hochladen | Denkmalanlage Schloss Porcia BDA HERIS-ID: 36028 Objekt-ID: 34880                               | Spittal/Drau Standort                  | → Hauptartikel : Schloss Porcia f1 | ObjektID: 34880 Stand der BDA-Liste: 2015-10-01 Name: Schloss Porcia Schloss Porcia                                                             |
| ja   | Datei hochladen | Denkmalanlage Stift St. Paul im Lavanttal BDA HERIS-ID: 79625 Objekt-ID: 93318                  | Sankt Paul im Lavanttal Standort       | → Hauptartikel : Stift St. Paul im Lavanttal f1 | ObjektID: 93318 Stand der BDA-Liste: 2015-10-01 Name: Stift St. Paul im Lavanttal Stift St. Paul im Lavanttal                                   |
| ja   |                 | Ensemble Stadtzentrum Wolfsberg BDA                                                             | Wolfsberg Standort                     | Das geschützte Gebiet umfasst das Schloss und den östlichen Stadtteil unterhalb des Schlossbergs, um den Hohen Platz, den Getreidemarkt und die Johann-Offner-Straße sowie um die spätromanische Markuskirche. | Stand der BDA-Liste: 2015-10-01 Name: Stadtzentrum Wolfsberg Wolfsberg                                                                          |
| ja   | Datei hochladen | Kath. Pfarrkirche hl. Vinzenz BDA HERIS-ID: 57712 Objekt-ID: 67984                              | Heiligenblut am Großglockner Standort  | → Hauptartikel : Pfarrkirche Heiligenblut f1 | ObjektID: 67984 Stand der BDA-Liste: 2015-10-01 Name: Kath. Pfarrkirche hl. Vinzenz Pfarrkirche Heiligenblut                                    |
| ja   | Datei hochladen | Denkmalanlage Stift Altenburg BDA HERIS-ID: 71265 Objekt-ID: 84421                              | Altenburg Standort                     | → Hauptartikel : Stift Altenburg f1 | ObjektID: 84421 Stand der BDA-Liste: 2015-10-01 Name: Stift Altenburg Stift Altenburg                                                           |
| ja   |                 | Ensemble Helenenstraße BDA                                                                      | Baden Standort                         | Das Ensemble Helenenstraße dokumentiert die historische Blütephase Badens, die in Folge des Anschlusses an die 1841 eröffnete Südbahn mit einem Aufschwung als Nobelkurort verbunden war. Die Villen zahlreicher hochgestellter Persönlichkeiten veranschaulichen den für den Historismus charakteristischen Stilpluralismus. Nördlich der Helenenstraße liegt inmitten einer weitläufigen Parkanlage das Renaissanceschloss Weikersdorf. Die barocke Saalkirche hl. Helena vermittelt den ursprünglich dörflichen Charakter des eingemeindeten Bezirkes Rauhenstein. Das Thermalstrandbad Baden liegt ebenfalls im geschützten Bereich.                    | Stand der BDA-Liste: 2015-10-01 Name: Helenenstraße Helenenstraße (Baden, Lower Austria)                                                        |
| ja   |                 | Ensemble Stadtzentrum Baden BDA                                                                 | Baden Standort                         | Die Stadt Baden erlebte ihre Blütezeit im frühen 19. Jahrhundert, als sie Sommerresidenz Kaiser Franz I. war, und als sie 1841 an die Südbahn angeschlossen wurde. Nach einem Brand 1812 wurde die Stadt im klassizistischen Stil unter führender Beteiligung von Joseph Kornhäusel wiederaufgebaut, und nennt sich daher Biedermeierstadt. Historistisch aus dem späteren 19. Jahrhundert sind die Fassaden vieler im Kern mittelalterlicher Bürgerhäuser sowie Stadttheater und Casino. | Stand der BDA-Liste: 2015-10-01 Name: Stadtzentrum Baden Baden, Lower Austria                                                                   |
| ja   |                 | Ensemble Arbeiter- und Angestelltensiedlungen BDA                                               | Berndorf Standort                      | → Hauptartikel : Berndorf (Niederösterreich) f1 | Stand der BDA-Liste: 2015-10-01 Name: Arbeiter- und Angestelltensiedlungen Berndorf, Lower Austria                                              |
| ja   |                 | Ensemble Dürnstein BDA                                                                          | Dürnstein Standort                     | → Hauptartikel : Dürnstein f1 | Stand der BDA-Liste: 2015-10-01 Name: Dürnstein Dürnstein                                                                                       |
| ja   | Datei hochladen | Denkmalanlage Schloss Eckartsau BDA HERIS-ID: 10311 Objekt-ID: 6365                             | Eckartsau Standort                     | → Hauptartikel : Schloss Eckartsau f1 | ObjektID: 6365 Stand der BDA-Liste: 2015-10-01 Name: Schloss Eckartsau Schloss Eckartsau                                                        |
| ja   |                 | Ensemble Stadtzentrum Eggenburg BDA                                                             | Eggenburg Standort                     | Das geschützte Gebiet wird durch die Stadtmauer Eggenburgs umschlossen. | Stand der BDA-Liste: 2015-10-01 Name: Stadtzentrum Eggenburg Eggenburg                                                                          |
| ja   | Datei hochladen | Denkmalanlage Schloss Hof BDA HERIS-ID: 10236 Objekt-ID: 6289                                   | Engelhartstetten Standort              | → Hauptartikel : Schloss Hof f1 | ObjektID: 6289 Stand der BDA-Liste: 2015-10-01 Name: Schloss Hof Schloss Hof                                                                    |
| ja   | Datei hochladen | Denkmalanlage Schloss Niederweiden BDA HERIS-ID: 10228 Objekt-ID: 6281                          | Engelhartstetten Standort              | → Hauptartikel : Schloss Niederweiden f1 | ObjektID: 6281 Stand der BDA-Liste: 2015-10-01 Name: Schloss Niederweiden Schloss Niederweiden                                                  |
| ja   |                 | Denkmalanlage Kartause Gaming BDA                                                               | Gaming Standort                        | → Hauptartikel : Kartause Gaming f1 | Stand der BDA-Liste: 2015-10-01 Name: Kartause Gaming Kartause Gaming                                                                           |
| ja   | Datei hochladen | Denkmalanlage Stift Geras BDA HERIS-ID: 77131 Objekt-ID: 90747                                  | Geras Standort                         | → Hauptartikel : Stift Geras f1 | ObjektID: 90747 Stand der BDA-Liste: 2015-10-01 Name: Stift Geras Stift Geras                                                                   |
| ja   |                 | Ensemble Stadtzentrum Gmünd BDA                                                                 | Gmünd Standort                         | Das geschützte Gebiet wird von den Resten der mittelalterlichen Stadtbefestigung umfasst, der Straßenverlauf der auf das Mittelalter zurückgehenden Marktsiedlung bildet ein regelmäßiger Raster zwischen dem langgezogenen rechteckigen Stadtplatz mit dem „Alten Rathaus“ und der Kirchengasse. Das Stadtbild bestimmen mehrheitlich im Kern frühneuzeitliche traufständige Bürgerhäuser, die heute überwiegend historistische Fassaden zeigen, dazwischen haben sich auch noch Häuser mit renaissancezeitlichem Sgraffitodekor erhalten. Am nordöstlichen Rand liegt die gotische Pfarrkirche St. Stephan, am südwestlichen Eck Schloss Gmünd.           | Stand der BDA-Liste: 2015-10-01 Name: Stadtzentrum Gmünd Gmünd, Lower Austria                                                                   |
| ja   | Datei hochladen | Denkmalanlage Stift Göttweig BDA HERIS-ID: 50662 Objekt-ID: 55861                               | Göttweig Standort                      | → Hauptartikel : Stift Göttweig f1 | ObjektID: 55861 Stand der BDA-Liste: 2015-10-01 Name: Stift Göttweig Stift Göttweig                                                             |
| ja   |                 | Denkmalanlage Stift Heiligenkreuz BDA                                                           | Heiligenkreuz Standort                 | → Hauptartikel : Stift Heiligenkreuz f1 | Stand der BDA-Liste: 2015-10-01 Name: Stift Heiligenkreuz Stift Heiligenkreuz                                                                   |
| ja   | Datei hochladen | Denkmalanlage Stift Herzogenburg BDA HERIS-ID: 82526 Objekt-ID: 96355                           | Herzogenburg Standort                  | → Hauptartikel : Stift Herzogenburg f1 | ObjektID: 96355 Stand der BDA-Liste: 2015-10-01 Name: Stift Herzogenburg Stift Herzogenburg                                                     |
| ja   |                 | Ensemble Altstadt Klosterneuburg BDA                                                            | Klosterneuburg Standort                | Die Stadt geht in ihrer Grundstruktur auf ein Römerlager des 3. Jahrhunderts zurück und ist von Resten einer Stadtmauer umgrenzt. Ende des 13. Jahrhunderts wurde die Erweiterung um einen längsrechteckigen Platz planmäßig angelegt. In den größeren Straßen herrschen Bürgerhäuser vor, die bis auf das Mittelalter zurückgehen, in den Seitengasse eingeschoßige Hauerhöfe und Handwerkerhäuser. | Stand der BDA-Liste: 2015-10-01 Name: Altstadt Klosterneuburg                                                                                   |
| ja   | Datei hochladen | Denkmalanlage Stift Klosterneuburg BDA HERIS-ID: 12743 Objekt-ID: 8901                          | Klosterneuburg Standort                | → Hauptartikel : Stift Klosterneuburg f1 | ObjektID: 8901 Stand der BDA-Liste: 2015-10-01 Name: Stift Klosterneuburg Klosterneuburg Abbey                                                  |
| ja   |                 | Ensemble Altstadt Krems BDA                                                                     | Krems Standort                         | Die bis ins 15. Jahrhundert schrittweise erweiterte Altstadt ist weitgehend im spätmittelalterlichen Zustand erhalten. Die vom Kremsfluss im Osten zum Steiner Tor verlaufende Landstraße teilt die Stadt in zwei Hälften, die ansteigende obere Hälfte mit mittelalterlicher Bebauung, die südliche untere Hälfte mit Bürger- und Handwerkshäusern. Stadtmauer und Stadtgraben sind teilweise noch erhalten. Zum Ensemble zählt auch die 1727 von Jakob Prandtauer und Christian Alexander Oedtl gebaute Pionierkaserne. | Stand der BDA-Liste: 2015-10-01 Name: Altstadt Krems                                                                                            |
| ja   |                 | Ensemble Altstadt Stein BDA                                                                     | Stein Standort                         | Die Steiner Altstadt erstreckt sich auf einem schmalen Streifen unterhalb des Frauenberges und wird vom Kremser Tor im Osten und vom Linzer Tor im Westen begrenzt. Wesentlich für den Gesamtcharakter der Stadt ist der fast lückenlose Bestand an reich dekorierten Bürgerhäusern aus dem Spätmittelalter und der frühen Renaissance. | Stand der BDA-Liste: 2015-10-01 Name: Altstadt Stein                                                                                            |
| ja   |                 | Ensemble Ortszentrum Laxenburg BDA                                                              | Laxenburg Standort                     | Die Stadt wurde vor allem durch die Bautätigkeit zur Zeit Maria Theresias geprägt. Charakteristisch sind spätbarocke und frühneuzeitliche Fassaden auf Bauten mit zum Teil spätmittelalterlichem und frühneuzeitlichem Kern. | Stand der BDA-Liste: 2015-10-01 Name: Ortszentrum Laxenburg                                                                                     |
| ja   | Datei hochladen | Denkmalanlage Schloss Laxenburg BDA HERIS-ID: 95972 Objekt-ID: 111391                           | Laxenburg Standort                     | → Hauptartikel : Schlösser von Laxenburg f1 | ObjektID: 111391 Stand der BDA-Liste: 2015-10-01 Name: Schloss Laxenburg Laxenburg castles                                                      |
| ja   | Datei hochladen | Denkmalanlage Stift Lilienfeld BDA HERIS-ID: 67272 Objekt-ID: 80223                             | Lilienfeld Standort                    | → Hauptartikel : Stift Lilienfeld f1 | ObjektID: 80223 Stand der BDA-Liste: 2015-10-01 Name: Stift Lilienfeld Stift Lilienfeld                                                         |
| ja   |                 | Ensemble Stadtzentrum Melk BDA                                                                  | Melk Standort                          | Die mittelalterliche Stadt ist um den Marktplatz entstanden, der im 13. Jahrhundert angelegt wurde. Die im Kern spätmittelalterlich-frühneuzeitlichen Häuser zeigen eine große stilistische Bandbreite bei der Fassadengestaltung. Anstelle der Stadtbefestigung Richtung Bahnhof wurde nach 1873 das Cottage-Viertel angelegt, das ebenfalls zum Ensemble zählt. | Stand der BDA-Liste: 2015-10-01 Name: Stadtzentrum Melk                                                                                         |
| ja   | Datei hochladen | Denkmalanlage Stift Melk BDA HERIS-ID: 89847 Objekt-ID: 104508                                  | Melk Standort                          | → Hauptartikel : Stift Melk f1 | ObjektID: 104508 Stand der BDA-Liste: 2015-10-01 Name: Stift Melk Melk Abbey                                                                    |
| ja   |                 | Ensemble Altstadt Pulkau BDA                                                                    | Pulkau Standort                        | Die früheste Siedlung befand sich auf dem Kirchberg, um die Pfarrkirche St. Michael. Im 13. Jahrhundert erweiterte sich die Siedlung zum Fluss, zu dieser Zeit wurden Rathausplatz und Hauptplatz angelegt, die geschlossen mit zweigeschoßigen traufständigen Bürgerhäusern bebaut sind, die im Kern aus dem 16./17. Jahrhundert stammen. | Stand der BDA-Liste: 2015-10-01 Name: Altstadt Pulkau                                                                                           |
| ja   |                 | Ensemble Altstadt Retz BDA                                                                      | Retz Standort                          | Die 1279 gegründete Stadt Retz ist eine annähernd rechteckige planmäßige Anlage, die von einer Stadtmauer umfasst wird. Der wirtschaftlichen Bedeutung des Weinbaus entsprechend befinden sich im gesamten Stadtgebiet ausgedehnte Kelleranlagen. | Stand der BDA-Liste: 2015-10-01 Name: Altstadt Retz                                                                                             |
| ja   | Datei hochladen | Denkmalanlage Schloss Harrach BDA HERIS-ID: 15419 Objekt-ID: 11663                              | Rohrau Standort                        | → Hauptartikel : Schloss Rohrau f1 | ObjektID: 11663 Stand der BDA-Liste: 2015-10-01 Name: Schloss Harrach Schloss Rohrau                                                            |
| ja   | Datei hochladen | Denkmalanlage Schloss Rosenburg BDA HERIS-ID: 34876 Objekt-ID: 33358                            | Rosenburg Standort                     | → Hauptartikel : Schloss Rosenburg (Niederösterreich) f1 | ObjektID: 33358 Stand der BDA-Liste: 2015-10-01 Name: Schloss Rosenburg Schloss Rosenburg                                                       |
| ja   | Datei hochladen | Denkmalanlage Schloss Schallaburg BDA HERIS-ID: 35003 Objekt-ID: 33580                          | Schallaburg Standort                   | → Hauptartikel : Schallaburg f1 | ObjektID: 33580 Stand der BDA-Liste: 2015-10-01 Name: Schloss Schallaburg Schallaburg                                                           |
| ja   | Datei hochladen | Kath. Pfarrkirche Mariae Geburt BDA HERIS-ID: 15479 Objekt-ID: 11723                            | Schöngrabern Standort                  | → Hauptartikel : Pfarrkirche Schöngrabern f1 | ObjektID: 11723 Stand der BDA-Liste: 2015-10-01 Name: Kath. Pfarrkirche Mariae Geburt Pfarrkirche Schöngrabern                                  |
| ja   | Datei hochladen | Denkmalanlage Stift Seitenstetten BDA HERIS-ID: 31383 Objekt-ID: 28328                          | Seitenstetten Standort                 | → Hauptartikel : Stift Seitenstetten f1 | ObjektID: 28328 Stand der BDA-Liste: 2015-10-01 Name: Stift Seitenstetten Stift Seitenstetten                                                   |
| ja   | Datei hochladen | Denkmalanlage Basilika Sonntagberg BDA HERIS-ID: 31366 Objekt-ID: 28310                         | Sonntagberg Standort                   | → Hauptartikel : Basilika Sonntagberg f1 | ObjektID: 28310 Stand der BDA-Liste: 2015-10-01 Name: Basilika Sonntagberg Basilika Sonntagberg                                                 |
| ja   |                 | Ensemble Stadtzentrum Zwettl BDA                                                                | Zwettl Standort                        | Die Kuenringer-Gründung liegt auf einer steil abfallenden Felsenterrasse der Flüsse Kamp und Zwettl. Die Hauptachse und der älteste Teil ist die Landstraße, die im Südosten in den Dreifaltigkeitsplatz und den Hauptplatz übergeht. Als nordöstliche Erweiterung wurde 1229 die Neustadt um den Neuen Markt angelegt. Ein Großteil der Stadt geht im Kern auf das 16. Jahrhundert zurück, die Fassaden sind großteils barock, klassizistisch und historistisch. Anmerkung: nach Norden ansteigende Landstraße | Stand der BDA-Liste: 2015-10-01 Name: Stadtzentrum Zwettl                                                                                       |
| ja   | Datei hochladen | Denkmalanlage Stift Zwettl BDA HERIS-ID: 35376 Objekt-ID: 34133                                 | Zwettl Standort                        | → Hauptartikel : Stift Zwettl f1 | ObjektID: 34133 Stand der BDA-Liste: 2015-10-01 Name: Stift Zwettl Zwettl Abbey                                                                 |
| ja   |                 | Ensemble Stadtzentrum Braunau am Inn BDA                                                        | Braunau am Inn Standort                | Das geschützte Gebiet umfasst die historische Altstadt innerhalb der Reste der mittelalterlichen Stadtmauer mit ihren Türmen. Das Zentrum der Stadt bildet ein Straßenplatz, der von hohen und schmalen, im Kern mittelalterlichen Bürgerhäusern mit schlichten Fassaden gesäumt wird. Die Stadtpfarrkirche St. Stephan ist eine der größten und bedeutendsten spätgotischen Kirchen Österreichs. | Stand der BDA-Liste: 2015-10-01 Name: Stadtzentrum Braunau am Inn Braunau am Inn                                                                |
| ja   |                 | Ensemble Stadtzentrum Eferding BDA                                                              | Eferding Standort                      | Das geschützte Gebiet umfasst den Bereich der mittelalterlichen Stadt mit dem Schloss Starhemberg, der spätgotischen Stadtpfarrkirche, dem südlich gelegenen trichterförmigen Stadtplatz und der Schmiedstraße, die beide bereits im 13. und 14. Jahrhundert angelegt wurden und deren geschlossene Verbauung großteils auf das Mittelalter zurückgeht. An den Stadtplatz grenzt der Schiferplatz mit der Spitalskirche an. | Stand der BDA-Liste: 2015-10-01 Name: Stadtzentrum Eferding Eferding                                                                            |
| ja   |                 | Ensemble Stadtzentrum Freistadt BDA                                                             | Freistadt Standort                     | → Hauptartikel : Altstadt (Freistadt) f1 | Stand der BDA-Liste: 2015-10-01 Name: Stadtzentrum Freistadt Stadtgraben Freistadt                                                              |
| ja   |                 | Denkmalanlage Seeschloss Orth BDA                                                               | Gmunden Standort                       | → Hauptartikel : Schloss Ort f1 | Stand der BDA-Liste: 2015-10-01 Name: Seeschloss Orth Schloss Ort                                                                               |
| ja   |                 | Ensemble Stadtzentrum Grein BDA                                                                 | Grein Standort                         | Das geschützte Gebiet umfasst den Bereich des Ende des 15. Jahrhunderts erbauten Schlosses Greinburg und die nordöstlich davon gelegene mittelalterliche Stadt mit dem Stadtplatz mit der spätgotischen Pfarrkirche und der nach Osten führenden Hauptstraße mit vorwiegend zwei- und dreigeschoßigen Ackerbürgerhäusern. | Stand der BDA-Liste: 2015-10-01 Name: Stadtzentrum Grein Grein                                                                                  |
| ja   | Datei hochladen | Kath. Pfarrkirche hl. Wolfgang mit Flügelaltar BDA HERIS-ID: 20212 Objekt-ID: 16512             | Kefermarkt Standort                    | → Hauptartikel : Pfarrkirche Kefermarkt f1 | ObjektID: 16512 Stand der BDA-Liste: 2015-10-01 Name: Kath. Pfarrkirche hl. Wolfgang mit Flügelaltar Wallfahrtskirche hl. Wolfgang (Kefermarkt) |
| ja   | Datei hochladen | Denkmalanlage Stift Kremsmünster BDA HERIS-ID: 52220 Objekt-ID: 58750                           | Kremsmünster Standort                  | → Hauptartikel : Stift Kremsmünster f1 | ObjektID: 58750 Stand der BDA-Liste: 2015-10-01 Name: Stift Kremsmünster Stift Kremsmünster                                                     |
| ja   | Datei hochladen | Denkmalanlage Stift Lambach BDA HERIS-ID: 101337 Objekt-ID: 117662                              | Lambach Standort                       | → Hauptartikel : Stift Lambach f1 | ObjektID: 117662 Stand der BDA-Liste: 2015-10-01 Name: Stift Lambach Stift Lambach                                                              |
| ja   |                 | Ensemble Hauptplatz, Altstadt Linz BDA                                                          | Linz Standort                          | Das geschützte Gebiet umfasst die Linzer Altstadt mit dem Hauptplatz, die Bebauung ist von in Barock und Historismus überformten spätmittelalterlichen und renaissancezeitlichen Häusern bestimmt. In den Randbereichen, angrenzend an die Reste der mittelalterlichen Stadtmauer, liegen die Renaissancebauten Schloss und Landhaus und das barocke Jesuitenkolleg mit dem ehemaligen Dom. | Stand der BDA-Liste: 2015-10-01 Name: Hauptplatz, Altstadt Linz                                                                                 |
| ja   | Datei hochladen | Denkmalanlage Neuer Dom BDA HERIS-ID: 38088 Objekt-ID: 37595 Linz: 577                          | Linz Standort                          | → Hauptartikel : Mariä-Empfängnis-Dom f1 | ObjektID: 37595 Stand der BDA-Liste: 2015-10-01 Name: Neuer Dom Neuer Dom (Linz)                                                                |
| ja   | Datei hochladen | Denkmalanlage Konzentrationslager Mauthausen BDA HERIS-ID: 60050 Objekt-ID: 71865               | Mauthausen Standort                    | → Hauptartikel : KZ Mauthausen f1 | ObjektID: 71865 Stand der BDA-Liste: 2015-10-01 Name: Konzentrationslager Mauthausen KZ Mauthausen main camp                                    |
| ja   | Datei hochladen | Denkmalanlage Stift Reichersberg BDA HERIS-ID: 52504 Objekt-ID: 59441                           | Reichersberg Standort                  | → Hauptartikel : Stift Reichersberg f1 | ObjektID: 59441 Stand der BDA-Liste: 2015-10-01 Name: Stift Reichersberg Stift Reichersberg                                                     |
| ja   |                 | Ensemble Altstadt Schärding BDA                                                                 | Schärding Standort                     | Das geschützte Gebiet umfasst die Altstadt von Schärding vom Inn bis zur Silberzeile im Osten und etwas darüber hinaus, mit Ausnahme der Alten Innbrücke und des Straßenzugs Burggraben und Wieningerstraße. Neben der zerstörten Burg liegt auch die spätbarocken Silberzeile am Oberen Stadtplatz in diesem Bereich. | Stand der BDA-Liste: 2015-10-01 Name: Altstadt Schärding Schärding                                                                              |
| ja   | Datei hochladen | Denkmalanlage Stift Schlägl BDA HERIS-ID: 20144 Objekt-ID: 16444                                | Schlägl Standort                       | → Hauptartikel : Stift Schlägl f1 | ObjektID: 16444 Stand der BDA-Liste: 2015-10-01 Name: Stift Schlägl Stift Schlägl                                                               |
| ja   | Datei hochladen | Denkmalanlage Stift Schlierbach BDA HERIS-ID: 92223 Objekt-ID: 107128                           | Schlierbach Standort                   | → Hauptartikel : Stift Schlierbach f1 | ObjektID: 107128 Stand der BDA-Liste: 2015-10-01 Name: Stift Schlierbach Stift Schlierbach                                                      |
| ja   |                 | Ensemble Marktplatz St. Florian BDA                                                             | St. Florian Standort                   | Der dreieckige Marktplatz mit den einmündenden Straßen ist von einem geschlossenen Ensemble aus Häusern des 16. und 17. Jahrhunderts mit barocken und biedermeierlichen Fassaden verbaut. Anton Bruckner besuchte die frühere Schule (heute Postgebäude) und wirkte später daselbst als Lehrer. | Stand der BDA-Liste: 2015-10-01 Name: Marktplatz St. Florian Sankt Florian (Linz-Land)                                                          |
| ja   | Datei hochladen | Denkmalanlage Stift St. Florian BDA HERIS-ID: 105342 Objekt-ID: 122319                          | St. Florian Standort                   | → Hauptartikel : Stift Sankt Florian f1 | ObjektID: 122319 Stand der BDA-Liste: 2015-10-01 Name: Stift St. Florian Stift Sankt Florian                                                    |
| ja   | Datei hochladen | Kath. Pfarrkirche hl. Wolfgang mit Altar BDA HERIS-ID: 52591 Objekt-ID: 59811                   | St. Wolfgang im Salzkammergut Standort | → Hauptartikel : Katholische Pfarr- und Wallfahrtskirche St. Wolfgang im Salzkammergut f1 | ObjektID: 59811 Stand der BDA-Liste: 2015-10-01 Name: Kath. Pfarrkirche hl. Wolfgang mit Altar Sankt Wolfgang im Salzkammergut - parish church  |
| ja   |                 | Ensemble Stadtzentrum Steyr BDA                                                                 | Steyr Standort                         | Das geschützte Gebiet umfasst die Stadtteile Innere Stadt südlich der Steyr bis zur Enns, vom Zusammenfluss der beiden Flüsse bis etwa zur Linie Tomitzstraße / Redtenbachergasse im Südwesten und den nördlichen Teil von Ennsdorf am Südufer der Enns. Unterhalb des Schlosses Lamberg und der spätgotischen Stadtpfarrkirche liegt der mittelalterliche Kern der Stadt Steyr. Neben außergewöhnlich gut erhaltenen gotischen Bürgerhäusern, wie dem Bummerlhaus, gibt es Sgraffito-Fassaden der Renaissance und reich verzierte Barock- und Rokokobauten. Sie zeugen vom Reichtum der Stadt, den sie dem Eisenhandel verdankte.                          | Stand der BDA-Liste: 2015-10-01 Name: Stadtzentrum Steyr                                                                                        |
| ja   |                 | Ensemble Steyrdorf BDA                                                                          | Steyr Standort                         | Steyrdorf wurde im 16. Jahrhundert als handwerkliches Stadterweiterungsgebiet angelegt und hat einen zusammenhängenden Bestand an Handwerkerhäusern aus dieser Zeit. Dominiert wird das Ortsbild von der Bürgerspitalkirche und der ehemaligen Jesuitenkirche (jetzt Pfarrkirche Steyr-St. Michael). | Stand der BDA-Liste: 2015-10-01 Name: Steyrdorf Steyrdorf                                                                                       |
| ja   |                 | Ensemble Bad Gastein BDA                                                                        | Bad Gastein Standort                   | Der durch die 1875 eröffnete Eisenbahnstrecke erschlossene Thermalkurort hat eine weitgehend einheitliche Verbauung aus dem späten 19. und frühen 20. Jahrhundert. | Stand der BDA-Liste: 2015-10-01 Name: Bad Gastein Bad Gastein                                                                                   |
| ja   | Datei hochladen | Denkmalanlage Stift Michaelbeuern BDA HERIS-ID: 110718 Objekt-ID: 128439                        | Dorfbeuern Standort                    | → Hauptartikel : Benediktinerabtei Michaelbeuern f1 | ObjektID: 128439 Stand der BDA-Liste: 2015-10-01 Name: Stift Michaelbeuern Abtei Michaelbeuern                                                  |
| ja   |                 | Ensemble Altstadt Hallein BDA                                                                   | Hallein Standort                       | Das geschützte Gebiet umfasst die Altstadt von Hallein zwischen dem Dürrnberg und dem linken Salzachufer mit der Stadtpfarrkirche St. Anton und dem spätmittelalterlichen Altstadtensemble mit seinen fast durchgehend mittelalterlichen Bürgerhäusern des Inn-Salzach-Typus und den zahlreichen Salinengebäuden. | Stand der BDA-Liste: 2015-10-01 Name: Altstadt Hallein Hallein                                                                                  |
| ja   |                 | Denkmalanlage Dürnberg, Rupertusplatz BDA                                                       | Hallein Standort                       | Um den Rupertusplatz am Dürrnberg gruppieren sich der Renaissancebau Pfarr- und Wallfahrtskirche Dürrnberg, der barocke Pfarrhof, sowie die Volksschule, die Alte Bergschmiede, und das renaissancezeitliche „Liebfrauenbründl“. | Stand der BDA-Liste: 2015-10-01 Name: Dürnberg, Rupertusplatz                                                                                   |
| ja   | Datei hochladen | Denkmalanlage Schloss Leopoldskron BDA HERIS-ID: 36746 Objekt-ID: 35727                         | Leopoldskron Standort                  | → Hauptartikel : Schloss Leopoldskron f1 | ObjektID: 35727 Stand der BDA-Liste: 2015-10-01 Name: Schloss Leopoldskron Schloss Leopoldskron                                                 |
| ja   |                 | Ensemble Altstadt Salzburg BDA                                                                  | Salzburg Standort                      | → Hauptartikel : Historisches Zentrum der Stadt Salzburg f1 | Stand der BDA-Liste: 2015-10-01 Name: Altstadt Salzburg Historic centre of the city of Salzburg                                                 |
| ja   | Datei hochladen | Denkmalanlage Schloss Hellbrunn BDA HERIS-ID: 88287 Objekt-ID: 102838                           | Salzburg Standort                      | → Hauptartikel : Schloss Hellbrunn f1 | ObjektID: 102838 Stand der BDA-Liste: 2015-10-01 Name: Schloss Hellbrunn Schloss Hellbrunn                                                      |
| ja   | Datei hochladen | Denkmalanlage Schloss Kleßheim BDA HERIS-ID: 110776 Objekt-ID: 128497                           | Wals-Siezenheim Standort               | → Hauptartikel : Schloss Kleßheim f1 | ObjektID: 128497 Stand der BDA-Liste: 2015-10-01 Name: Schloss Kleßheim Schloss Klessheim                                                       |
| ja   | Datei hochladen | Denkmalanlage Burg Hohenwerfen BDA HERIS-ID: 28807 Objekt-ID: 25411                             | Werfen Standort                        | → Hauptartikel : Festung Hohenwerfen f1 | ObjektID: 25411 Stand der BDA-Liste: 2015-10-01 Name: Burg Hohenwerfen Castle Hohenwerfen                                                       |
| ja   | Datei hochladen | Denkmalanlage Stift Admont BDA HERIS-ID: 106613 Objekt-ID: 123805                               | Admont Standort                        | → Hauptartikel : Stift Admont f1 | ObjektID: 123805 Stand der BDA-Liste: 2015-10-01 Name: Stift Admont Stift Admont                                                                |
| ja   | Datei hochladen | Denkmalanlage Stift Rein BDA HERIS-ID: 103916 Objekt-ID: 120481                                 | Eisbach Standort                       | → Hauptartikel : Stift Rein f1 | ObjektID: 120481 Stand der BDA-Liste: 2015-10-01 Name: Stift Rein Stift Rein                                                                    |
| ja   |                 | Ensemble Altstadt Graz BDA                                                                      | Graz Standort                          | Das geschützte Gebiet umfasst die Grazer Innere Stadt und einige wenige angrenzende Gebiete im Süden und Westen. | Stand der BDA-Liste: 2015-10-01 Name: Altstadt Graz Innere Stadt, Graz                                                                          |
| ja   |                 | Ensemble Altstadt Leoben BDA                                                                    | Leoben Standort                        | Das geschützte Gebiet umfasst die Murschleife bis auf ihr nordöstliches Ende. | Stand der BDA-Liste: 2015-10-01 Name: Altstadt Leoben                                                                                           |
| ja   | Datei hochladen | Denkmalanlage Basilika Minor Mariazell BDA HERIS-ID: 51657 Objekt-ID: 57368                     | Mariazell Standort                     | → Hauptartikel : Basilika Mariazell f1 | ObjektID: 57368 Stand der BDA-Liste: 2015-10-01 Name: Basilika Minor Mariazell Mariazell Basilica                                               |
| ja   |                 | Ensemble Murau BDA                                                                              | Murau Standort                         | Die Altstadt Murau besitzt noch mittelalterlichen Charakter, es gab zwei durch die Mur getrennte Teile, die jeweils mit einer Mauer und von einer Burg geschützt wurden. Geprägt wird das Stadtbild durch die Stadtpfarrkirche und dem auf einer Anhöhe gelegene und anstelle der oberen Burg errichtete Renaissanceschloss. | Stand der BDA-Liste: 2015-10-01 Name: Murau Murau                                                                                               |
| ja   |                 | Ensemble Hauptplatz Mureck BDA                                                                  | Mureck Standort                        | Das mittelalterliche Bauschema Murecks ist heute noch gut erkennbar. 1532 zerstörten die Türken Mureck, die heutige Bausubstanz stammt vorwiegend aus der Zeit des Wiederaufbaus in der zweiten Hälfte des 16. Jahrhunderts und dem 17. Jahrhundert. Der Marktplatz ist ein Straßenplatz mit beidseitig traufständigen Häusern mit hofseitigen Pawlatschengängen, die zwischen dem 16. und 19. Jahrhundert großteils aus Steinmauerwerk errichtet wurden. Im Zentrum steht das 1665 begonnene Rathaus mit seinem viereckigen Turm, davor die Mariensäule.                                                                                                   | Stand der BDA-Liste: 2015-10-01 Name: Hauptplatz Mureck Hauptplatz Mureck                                                                       |
| ja   | Datei hochladen | Denkmalanlage ehem. Stift Neuberg/Mürz BDA HERIS-ID: 13469 Objekt-ID: 9659                      | Neuberg/Mürz Standort                  | → Hauptartikel : Stift Neuberg f1 | ObjektID: 9659 Stand der BDA-Liste: 2015-10-01 Name: ehem. Stift Neuberg/Mürz Stift Neuberg an der Mürz                                         |
| ja   |                 | Ensemble Pürgg BDA                                                                              | Stainach-Pürgg Standort                | In der Bergsiedlung Pürgg stehen zwei im 12. Jahrhundert erbaute Kirchen mit mittelalterlichen Fresken, die romanische Johanneskapelle (um 1160) und die später gotisch ausgebaute Pfarrkirche. Einige Wohnhäuser weisen noch einen mittelalterlichen Kern auf. | Stand der BDA-Liste: 2015-10-01 Name: Pürgg Pürgg                                                                                               |
| ja   |                 | Denkmalanlage Feste Riegersburg BDA                                                             | Riegersburg Standort                   | → Hauptartikel : Riegersburg (Burg) f1 | Stand der BDA-Liste: 2015-10-01 Name: Feste Riegersburg Burg Riegersburg                                                                        |
| ja   | Datei hochladen | Denkmalanlage Stift Seckau BDA HERIS-ID: 51791 Objekt-ID: 57580                                 | Seckau Standort                        | → Hauptartikel : Abtei Seckau f1 | ObjektID: 57580 Stand der BDA-Liste: 2015-10-01 Name: Stift Seckau Abtei Seckau                                                                 |
| ja   | Datei hochladen | Denkmalanlage Stift St. Lambrecht BDA HERIS-ID: 60222 Objekt-ID: 72364                          | Sankt Lambrecht Standort               | → Hauptartikel : Stift St. Lambrecht f1 | ObjektID: 72364 Stand der BDA-Liste: 2015-10-01 Name: Stift St. Lambrecht Stift Sankt Lambrecht                                                 |
| ja   | Datei hochladen | Denkmalanlage Stift Vorau BDA HERIS-ID: 81120 Objekt-ID: 94881                                  | Vorau Standort                         | → Hauptartikel : Stift Vorau f1 | ObjektID: 94881 Stand der BDA-Liste: 2015-10-01 Name: Stift Vorau Stift Vorau                                                                   |
| ja   |                 | Ensemble Hall BDA                                                                               | Hall in Tirol Standort                 | Hall gehörte aufgrund des Salzbergbaus, der Innschifffahrt und der landesfürstlichen Münzstätte zu den reichsten Städten Österreichs im Spätmittelalter. Die Bausubstanz stammt aus dieser Zeit, wobei die mächtigen Stadttürme gegen das Karwendelgebirge das Ortsbild prägen. | Stand der BDA-Liste: 2015-10-01 Name: Hall Hall in Tirol                                                                                        |
| ja   |                 | Ensemble Altstadt Innsbruck BDA                                                                 | Innsbruck Standort                     | Die mittelalterliche Altstadt bildet den ehemals ummauerten Kern der 1187 erstmals erwähnten Siedlung an einer Innbrücke. Die Altstadt ist durch die, dem Verlauf des ehemaligen Stadtgrabens folgenden Straßenzüge Marktgraben, Burggraben, Rennweg und Herrengasse von der übrigen Stadt abgegrenzt. Teile des Baubestandes gehen auf die Zeit Kaiser Maximilians zurück, der die Hofburg und das Goldene Dachl errichten ließ. | Stand der BDA-Liste: 2015-10-01 Name: Altstadt Innsbruck Altstadt (Innsbruck)                                                                   |
| ja   | Datei hochladen | Denkmalanlage Schloss Ambras BDA HERIS-ID: 85912 Objekt-ID: 100164 TKK: 15446                   | Innsbruck Standort                     | → Hauptartikel : Schloss Ambras f1 | ObjektID: 100164 Stand der BDA-Liste: 2015-10-01 Name: Schloss Ambras Ambras Castle                                                             |
| ja   | Datei hochladen | Denkmalanlage Feste Kufstein BDA HERIS-ID: 39812 Objekt-ID: 39645 TKK: 19236                    | Kufstein Standort                      | → Hauptartikel : Festung Kufstein f1 | ObjektID: 39645 Stand der BDA-Liste: 2015-10-01 Name: Feste Kufstein Festung Kufstein                                                           |
| ja   | Datei hochladen | Befestigungsanlage Altfinstermünz BDA HERIS-ID: 82361 Objekt-ID: 96183 TKK: 6212, 24372         | Nauders Standort                       | → Hauptartikel : Altfinstermünz f1 | ObjektID: 96183 Stand der BDA-Liste: 2015-10-01 Name: Befestigungsanlage Altfinstermünz Finstermünz                                             |
| ja   |                 | Ensemble Altstadt Rattenberg BDA                                                                | Rattenberg Standort                    | → Hauptartikel : Rattenberg (Tirol) f1 | Stand der BDA-Liste: 2015-10-01 Name: Altstadt Rattenberg Rattenberg (Tirol)                                                                    |
| ja   | Datei hochladen | Denkmalanlage Franziskanerkirche Schwaz BDA HERIS-ID: 99870 Objekt-ID: 116043 TKK: 16480, 16479 | Schwaz Standort                        | → Hauptartikel : Franziskanerkloster Schwaz f1 | ObjektID: 116043 Stand der BDA-Liste: 2015-10-01 Name: Franziskanerkirche Schwaz Franziskanerkloster Schwaz                                     |
| ja   | Datei hochladen | Denkmalanlage Stift Stams BDA HERIS-ID: 17366 Objekt-ID: 13642 TKK: 15587                       | Stams Standort                         | → Hauptartikel : Stift Stams f1 | ObjektID: 13642 Stand der BDA-Liste: 2015-10-01 Name: Stift Stams Stift Stams                                                                   |
| ja   | Datei hochladen | Schloss Tratzberg BDA HERIS-ID: 40266 Objekt-ID: 40174 TKK: 15024                               | Stans Standort                         | → Hauptartikel : Schloss Tratzberg f1 | ObjektID: 40174 Stand der BDA-Liste: 2015-10-01 Name: Schloss Tratzberg Schloss Tratzberg                                                       |
| ja   | Datei hochladen | Denkmalanlage Stift Wilten BDA HERIS-ID: 110255 Objekt-ID: 127935 TKK: 38671                    | Innsbruck Standort                     | → Hauptartikel : Stift Wilten f1 | ObjektID: 127935 Stand der BDA-Liste: 2015-10-01 Name: Stift Wilten Stift Wilten                                                                |
| ja   |                 | Ensemble Stadtzentrum Bregenz BDA                                                               | Bregenz Standort                       | Das geschützte Gebiet umfasst die regelmäßig angelegte Oberstadt mit ihrem bis heute weitgehend mittelalterlichen Charakter, den ältesten Stadtteil von Bregenz. Die im Westen anschließende Kirchstraße wird von teilweise bis auf das 16. Jahrhundert zurückgehenden Wohnhäusern gesäumt und verbindet die mächtige barocke Pfarrkirche St. Gallus und das Kapuzinerkloster. Richtung Kornmarkt am Ufer des Bodensees blieben zwischen der hier vorherrschenden historistischen Verbauung einzelne Barockbauten erhalten, wie das 1680 erbaute Bezirksgericht. In der Stadtmitte erhebt sich die neugotische Stadtpfarrkirche zum Heiligsten Herzen Jesu. | Stand der BDA-Liste: 2015-10-01 Name: Stadtzentrum Bregenz                                                                                      |
| ja   |                 | Ensemble Häfenberg BDA                                                                          | Dornbirn Standort                      | Der Weiler Häfenberg liegt auf einer Terrasse westlich des Stadtzentrums von Dornbirn. Der Dorfkern besteht aus vier Blockbauten mit gemauertem Kellerstock und Satteldach und stammt aus dem späten 18. bzw. frühen 19. Jahrhundert. Die getäfelten Innenräume und Kachelöfen stammen zum Teil noch aus der Zeit um 1900. | Stand der BDA-Liste: 2015-10-01 Name: Häfenberg Häfenberg                                                                                       |
| ja   |                 | Ensemble Marktplatz Dornbirn BDA                                                                | Dornbirn Standort                      | Der weitgehend einheitlich im Historismus verbaute Marktplatz bildet das Zentrum von Dornbirn, in seinem Süden steht die klassizistische Pfarrkirche St. Martin. Zum Schutzbereich gehören die einmündenden Straßenzüge der Marktstraße und der Bahnhofstraße und das Wahrzeichen der Stadt, das Rote Haus. | Stand der BDA-Liste: 2015-10-01 Name: Marktplatz Dornbirn Marktplatz (Dornbirn)                                                                 |
| ja   |                 | Ensemble Feldkirch BDA                                                                          | Feldkirch Standort                     | Die Stadt Feldkirch wurde um 1200 gleichzeitig mit der Schattenburg errichtet und weist ein geometrisches Rastersystem auf. Nachdem um 1500 die Stadtmauer neu errichtet wurde, blieb die Stadt über die Jahrhunderte unverändert. | Stand der BDA-Liste: 2015-10-01 Name: Feldkirch Feldkirch Stadtzentrum                                                                          |
| ja   |                 | Ensemble Judenviertel Hohenems BDA                                                              | Hohenems Standort                      | Das ab 1617 bis zum Zweiten Weltkrieg bestehende Judenviertel gilt als eines der wenigen lückenlos erhalten gebliebenen Ensembles eines Ghettos. Um die 1772 erbaute Synagoge stehen Wohnbauten des ausgehenden 18. und frühen 19. Jahrhunderts, kleine Wohnhäuser der jüdischen Handwerker und Hausierer aber auch stattliche Bürgerhäuser. Am Rand des ehemaligen jüdischen Siedlungsgebietes stehen die secessionistischen Villen der jüdischen Fabrikantenfamilie Rosenthal. | Stand der BDA-Liste: 2015-10-01 Name: Judenviertel Hohenems                                                                                     |
| ja   |                 | Ensemble Ortskern Schwarzenberg BDA                                                             | Schwarzenberg Standort                 | Das Haufendorf hat eine geschlossene Bebauung aus dem späten 18. und frühen 19. Jahrhundert, die auf den Wiederaufbau nach dem Ortsbrand von 1755 zurückgeht. | Stand der BDA-Liste: 2015-10-01 Name: Ortskern Schwarzenberg Schwarzenberg (Vorarlberg)                                                         |
| ja   |                 | Ensemble Innere Stadt BDA                                                                       | Wien-Innere Stadt Standort             | Der Bereich des Ensembles entspricht im Wesentlichen dem I. Bezirk mit der mittelalterlichen Altstadt und der daran anschließenden Ringstraßenzone. | Stand der BDA-Liste: 2015-10-01 Name: Innere Stadt Innere Stadt, Vienna                                                                         |
| ja   | Datei hochladen | Denkmalanlagen Belvedere BDA HERIS-ID: 58132 Objekt-ID: 68612                                   | Wien-Landstraße Standort               | → Hauptartikel : Schloss Belvedere f1 | ObjektID: 68612 Stand der BDA-Liste: 2015-10-01 Name: Belvedere Belvedere (Vienna)                                                              |
| ja   |                 | Denkmalanlagen Feuerhalle und Neugebäude BDA                                                    | Wien-Simmering Standort                | Das geschützte Gebiet umfasst das Schloss Neugebäude und die innerhalb der renaissancezeitlichen Einfriedungsmauer errichtete Feuerhalle Simmering. | Stand der BDA-Liste: 2015-10-01 Name: Feuerhalle und Neugebäude                                                                                 |
| ja   | Datei hochladen | Denkmalanlage Zentralfriedhof BDA HERIS-ID: 110897 Objekt-ID: 128657                            | Wien-Simmering Standort                | → Hauptartikel : Wiener Zentralfriedhof f1 | ObjektID: 128657 Stand der BDA-Liste: 2015-10-01 Name: Zentralfriedhof Vienna Central Cemetery                                                  |
| ja   | Datei hochladen | Denkmalanlage Schloss Schönbrunn BDA HERIS-ID: 111081 Objekt-ID: 128858                         | Wien-Hietzing Standort                 | → Hauptartikel : Schloss Schönbrunn f1 | ObjektID: 128858 Stand der BDA-Liste: 2015-10-01 Name: Schloss Schönbrunn Palace of Schönbrunn                                                  |
| ja   |                 | Denkmalanlage Am Steinhof, Otto-Wagner-Spital BDA                                               | Wien-Penzing Standort                  | → Hauptartikel : Klinik Penzing f1 | Stand der BDA-Liste: 2015-10-01 Name: Am Steinhof, Otto-Wagner-Spital Otto-Wagner-Spital                                                        |
| ja   | Datei hochladen | Denkmalanlage Karl-Marx-Hof BDA HERIS-ID: 48896 Objekt-ID: 52462 Wiener Wohnen: 220             | Wien-Döbling Standort                  | → Hauptartikel : Karl-Marx-Hof f1 | ObjektID: 52462 Stand der BDA-Liste: 2015-10-01 Name: Karl-Marx-Hof Karl-Marx-Hof                                                               |

## Quelle
- Denkmalverzeichnis des Bundesdenkmalamts (Stand: 27. September 2020)